# HBcAg

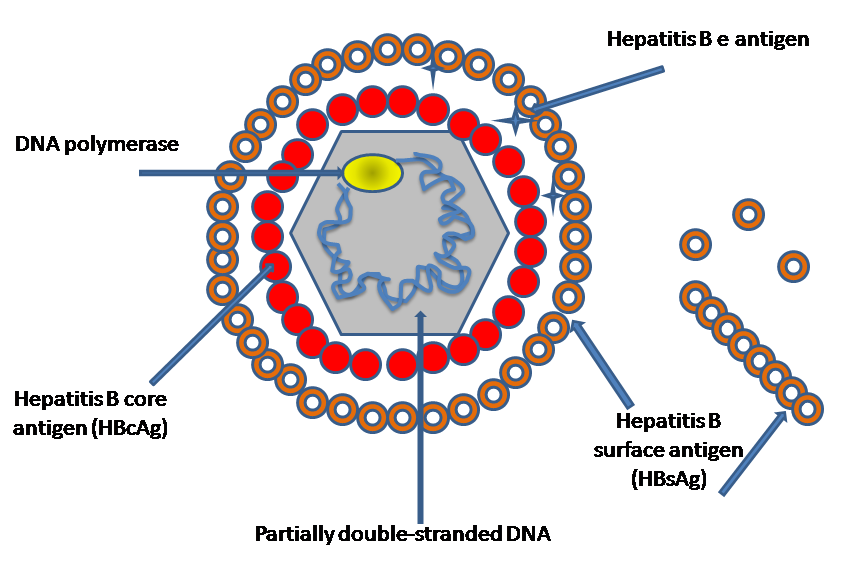
Спрощене зображення вірусу гепатиту B

HBcAg (англ. Hepatitis B core Antigen — внутрішній антиген гепатиту B) — білок вірусу гепатиту B. Є індикатором активної реплікації вірусу, це означає що носій вірусу, ймовірно може передати вірус іншим (тобто сама є заразною).

## Зноски
1. ↑  Kimura T, Rokuhara A, Matsumoto A та ін. (May 2003). New enzyme immunoassay for detection of hepatitis B virus core antigen (HBcAg) and relation between levels of HBcAg and HBV DNA. J. Clin. Microbiol. 41 (5): 1901—6. doi:10.1128/JCM.41.5.1901-1906.2003. PMC 154683. PMID 12734224. Архів оригіналу за 14 грудня 2019. Процитовано 21 січня 2013. {{cite journal}}: Явне використання «та ін.» у: |author= (довідка)
2. ↑  Cao T, Meuleman P, Desombere I, Sällberg M, Leroux-Roels G (December 2001). In vivo inhibition of anti-hepatitis B virus core antigen (HBcAg) immunoglobulin G production by HBcAg-specific CD4(+) Th1-type T-cell clones in a hu-PBL-NOD/SCID mouse model. J. Virol. 75 (23): 11449—56. doi:10.1128/JVI.75.23.11449-11456.2001. PMC 114731. PMID 11689626. Архів оригіналу за 14 грудня 2019. Процитовано 21 січня 2013.